# Patricia Hill Collins

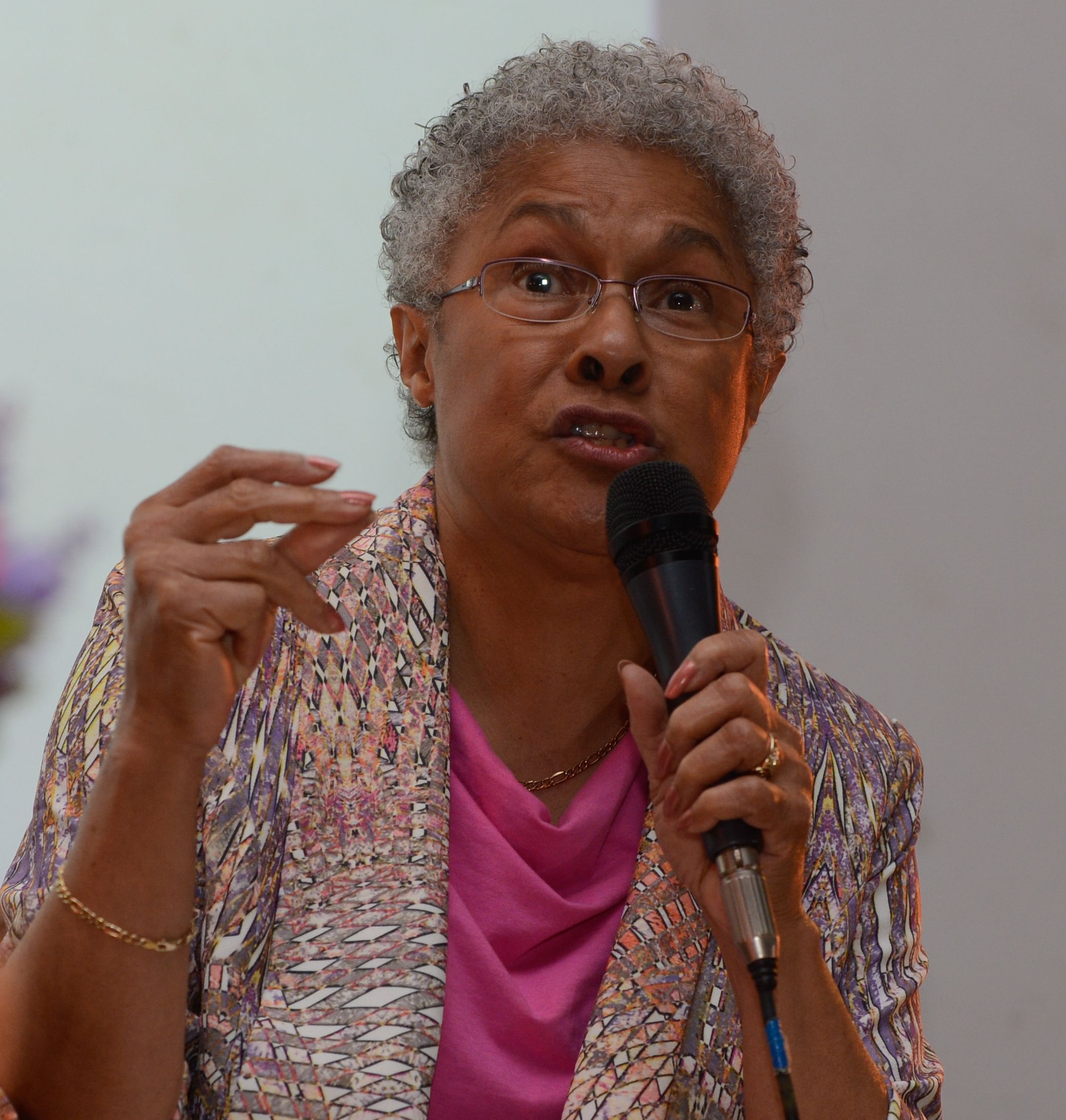
Patricia Hill Collins

Patricia Hill Collins (* 1. Mai 1948 in Philadelphia) ist eine US-amerikanische Soziologin. Sie hatte die 100. Präsidentschaft der American Sociological Association inne und forscht und publiziert überwiegend zur sozialen Stellung afroamerikanischer Frauen. Ihr Buch „Black feminist thought“ gilt als Standardwerk. Hill Collins ist Distinguished Professor an der Universität von Maryland, College Park.

## Werdegang
Die Tochter eines Fabrikarbeiters und einer Sekretärin machte 1969 ihr Bachelor-Examen an der Brandeis University und 1970 das Master-Examen an der Harvard University. Danach arbeitete sie als Lehrerin an öffentlichen Schulen und wurde 1984 an der Brandeis University im Fach Soziologie promoviert.
Collins wurde 1993 Professorin für African American Studies an der University of Cincinnati und ebendort 1996 ordentliche Professorin für  Soziologie. Seit ihrer Emeritierung im Jahr 2005 lehrt sie als Professorin an der University of Maryland.
2008 war sie die erste afroamerikanische Frau, die die Präsidentschaft der American Sociological Association übernahm. 2022 wurde sie in die American Academy of Arts and Sciences gewählt.

## Schriften (Auswahl)
- Black feminist thought: knowledge, consciousness, and the politics of empowerment, New York: Routledge, 2000 (erste Auflage 1990)
- Black sexual politics: African Americans, gender, and the new racism, New York: Routledge, 2004
- From Black power to hip hop: racism, nationalism, and feminism, Philadelphia: Temple University Press, 2006
- Another kind of public education: race, the media, schools, and democratic possibilities, Boston, Mass.: Beacon; Enfield: Publishers Group UK, 2010
- mit Sirma Bilge Intersectionality, John Wiley & Sons, New York 2016, ISBN 978-0-7456-8452-9.
- Intersectionality as Critical Social Theory, Duke University Press 2019